# Unità di controllo motore

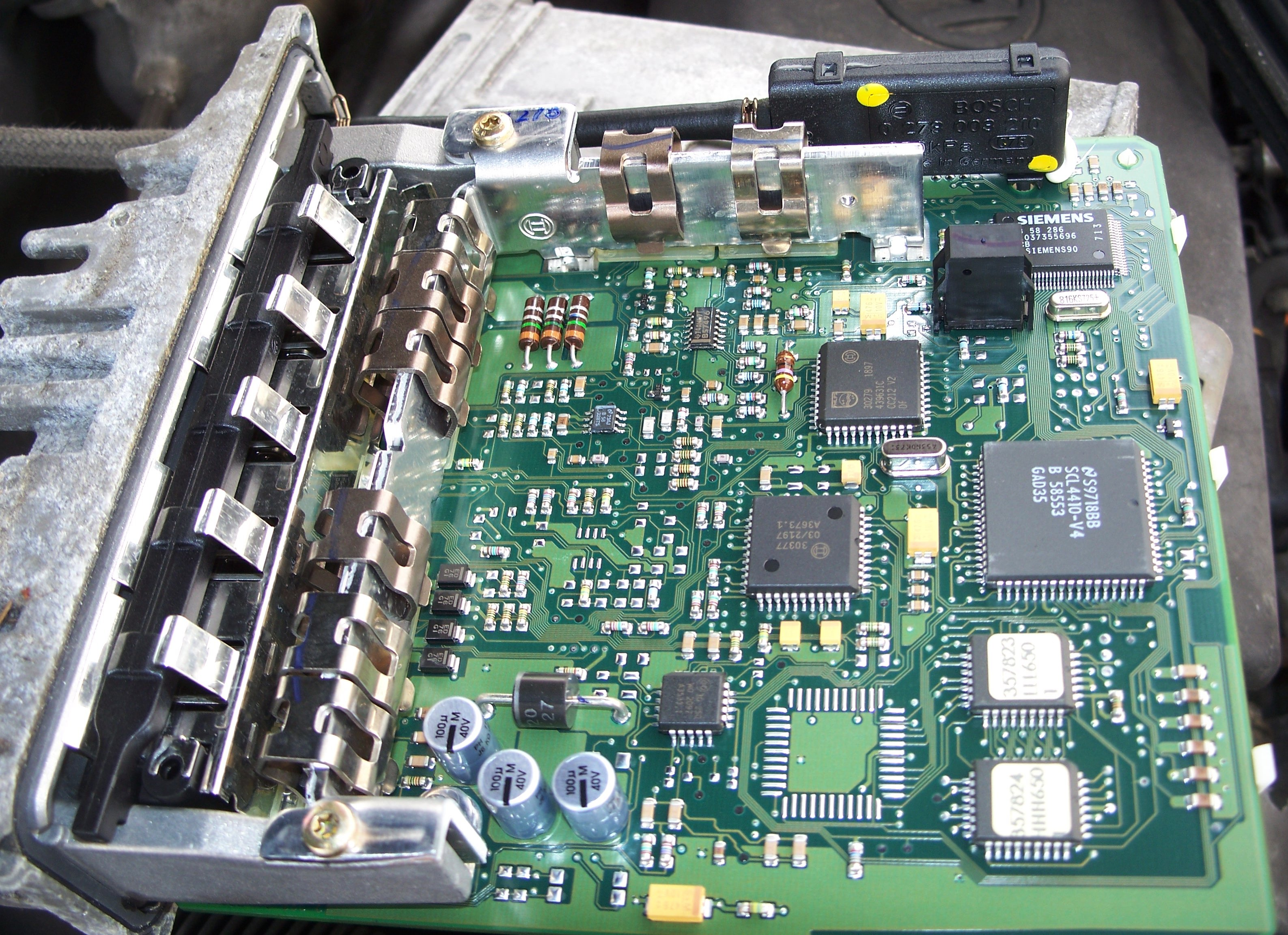
ECU di una Volkswagen Golf III TDI, a cui è stata rimossa la copertura di protezione

Un'unità di controllo motore (dall'inglese engine control unit) anche detta engine control module (ECM) e powertrain control unit/module (PCU, PCM), anche se comunemente ci si riferisce impropriamente ad essa come centralina elettronica, è un dispositivo per la gestione elettronico-digitale della formazione della miscela e della sua combustione, per il contenimento delle emissioni inquinanti di un motore a combustione interna.
Le più semplici ECU controllano soltanto la quantità di carburante iniettato all'interno di ogni cilindro per ciclo: le più avanzate invece, presenti nella maggior parte delle auto moderne, controllano anche il tempo d'iniezione, il variable cam timing, la fasatura d'accensione e tutte le periferiche del sistema di controllo.

## Sensori

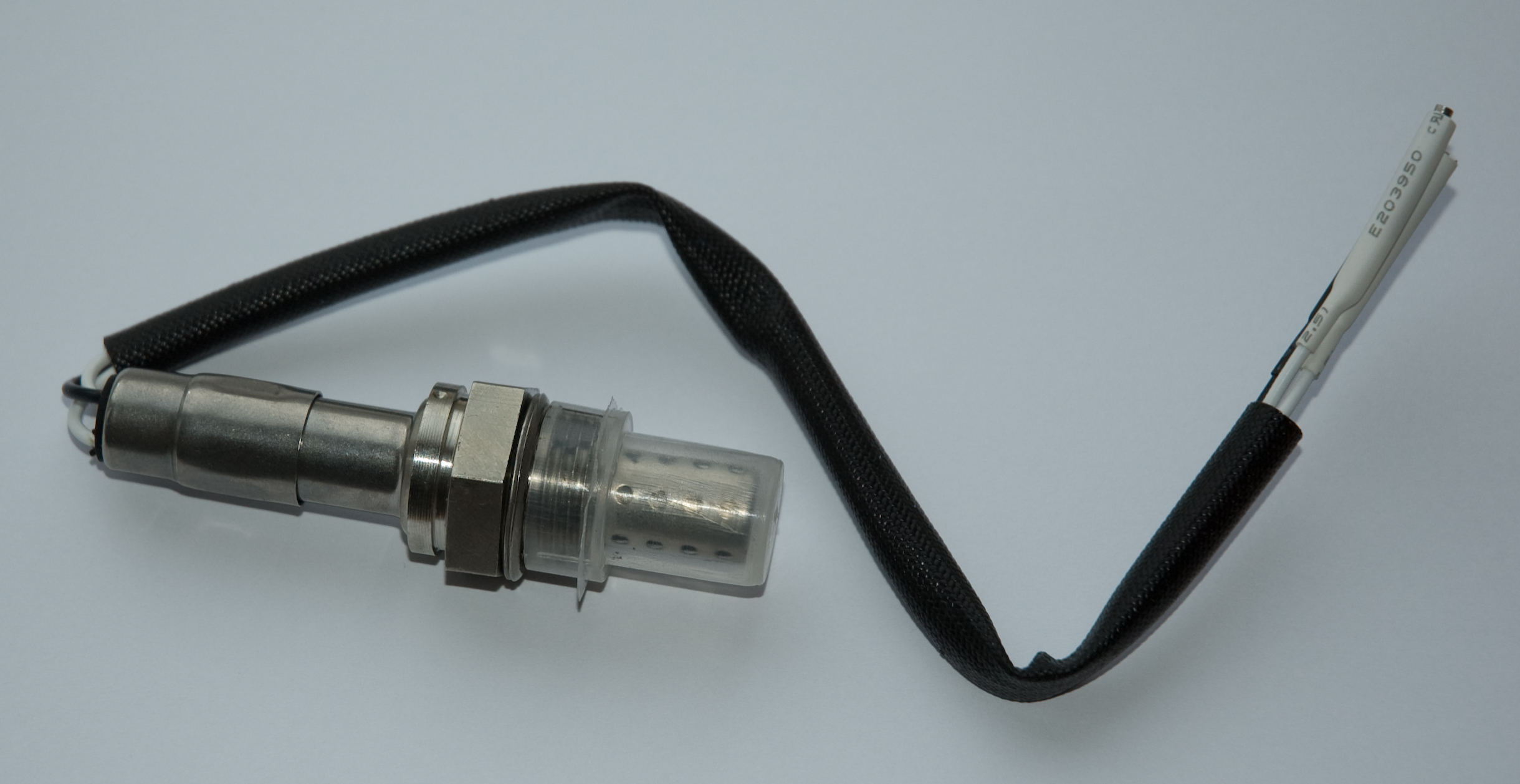
Sonda lambda

Questo sistema per funzionare necessita di sensori per:
- Temperatura motore
- Velocità veicolo
- Pressione atmosferica
- Fase, controlla la fasatura della distribuzione e del pistone
- Pressione aria nei condotti d'aspirazione
- Di caduta o ribaltamento (per arresto del motore e del circuito carburante)
- Temperatura aria aspirata
- Apertura valvole primarie o del comando gas; nel primo caso si adoperano due valvole a farfalla nel condotto d'aspirazione, di cui una è controllata elettronicamente e regola l'accelerazione, nel secondo generalmente si utilizza solo la valvola controllata elettronicamente
- Rotazioni motore
- Sonda lambda
- Sensore di detonazioni

## Controllo dell'alimentazione
La maggior parte dei veicoli oggi in commercio è dotato di un sistema di iniezione del carburante e non esiste più un collegamento meccanico tra il pedale dell'acceleratore e l'ingresso di miscela nel motore. Il pedale dell'acceleratore è un semplice sensore di posizione (come un mouse) che fornisce informazioni alla ECU, la quale rielaborando questo valore e tutti i dati in ingresso a disposizione emetterà in uscita comandi agli attuatori a essa collegati, principalmente gli iniettori.
A seconda del tipo di motore che deve controllare, l'ECU determina quale sarà la quantità di combustibile da iniettare per formare una miscela in grado di bruciare completamente. Poiché ottenere una combustione perfetta è pressoché impossibile, l'unità di controllo, sfruttando i valori di concentrazione di ossigeno nella corrente di gas di scarico forniti da due appositi sensori posti a monte e a valle del catalizzatore, cerca di correggere "costantemente" la miscelazione per ridurre al minimo la formazione degli inquinanti e il consumo di combustibile.
Il corretto funzionamento del catalizzatore si ottiene quando il rapporto {\displaystyle \lambda ={({A \over F}) \over ({A \over F})_{s}}} (rapporto aria/combustibile reale su rapporto stechiometrico) è uguale a 1, cioè quando il rapporto aria su carburante è uguale al rapporto stechiometrico.
Esistono delle situazioni però in cui la centralina "ingrassa" volutamente la miscela come ad esempio quando il motore è freddo, quindi fungendo da starter e in accelerazione e quando è richiesta la massima potenza.

### Sistemi M.A.F.
I sistemi Mass Air Flow sono dotati di un flussometro, altrimenti noto come debimetro, a filo caldo, che misura in ogni momento la portata d'aria nel collettore. Per ottenere la portata d'aria per cilindro l'ECU esegue una divisione del valore misurato per il numero di cilindri.
Questo sistema presenta alcuni problemi poiché il debimetro a filo caldo è un sensore molto delicato che non è in grado di distinguere il verso del flusso e quindi confonde flussi d'aria entranti e uscenti.

### Sistemi α - n
I sistemi alfa-speed si basano sull'angolo di apertura della farfalla e il numero di giri dell'albero motore, tramite l'uso di un "TPS (Throttle Position Sensor)".

La massa d'aria è ipotizzata uguale ai valori mappati nella centralina che corrispondono a quelli misurati durante la prova al banco con temperatura uguale a 20 °C e pressione p = 760 mmHg.
I sensori α e n sono economici e già presenti in quasi tutte le vetture moderne, tuttavia questo sistema ha il pesante svantaggio di essere insensibile ai cambiamenti ambientali sia di pressione sia di temperatura.

### Sistemi s - d
I sistemi Speed-density hanno due sensori nel collettore: uno per la temperatura e uno per la pressione. Combinando questi dati con la velocità di rotazione dell'albero motore e i dati di rendimento volumetrico memorizzati nella memoria dell'ECU si può ottenere la massa aspirata dalla formula:
{\displaystyle m_{aasp}=\eta _{volumetricorelativo}\cdot V_{c}\cdot \rho _{c}}
Questo sistema ha il vantaggio di seguire il comportamento reale del motore e di essere compatibile con il sistema di ricircolo dei gas esausti (EGR) che varia temperatura e pressione all'interno del collettore. Uno svantaggio di tale sistema consiste nel non tener conto dell'invecchiamento o di eventuali modifiche degli apparati su cui si effettua la misura. Un cambio delle geometrie del collettore, a causa ad esempio di depositi generati durante anni di utilizzo intenso, porta infatti a un errore nel calcolo della massa d'aria aspirata, che si basa su geometrie e punti di funzionamento tarati a inizio vita del veicolo. Una qualunque modifica degli apparati di aspirazione dell'aria richiederà pertanto un aggiornamento di tale sistema in centralina.

### Sistemi con sondaλ{\displaystyle \lambda }
Per i veicoli dotati di sonda {\displaystyle \lambda }, l'ECU riceve in ingresso un segnale di tipo on/off che riporta alternativamente che la miscela è troppo grassa o troppo magra e non ha mai un segnale di "ok". Conseguentemente l'ECU è dotata di una memoria in grado di identificare una "finestra" operativa in cui non è necessario effettuare correzioni rispetto ai valori mappati.
Per caratteristiche dei materiali ceramici di cui è costituita la sonda {\displaystyle \lambda }, quest'ultima non è in grado di funzionare fintanto che la temperatura non raggiunge i 300 °C. Per questo motivo il segnale della sonda deve essere ignorato dalla centralina quando il motore è freddo fino al raggiungimento delle condizioni operative. Il catalizzatore funziona correttamente soltanto per miscele con {\displaystyle \lambda } molto vicini a quelli stechiometrici e senza il corretto funzionamento della sonda {\displaystyle \lambda } (a motore caldo) il catalizzatore è pressoché inutile. Lo stesso problema si presenta quando i gas di scarico raggiungono temperature troppo elevate.

## Controllo dell'accensione
Nei motori ad accensione comandata, la miscela deve essere accesa attraverso una scintilla scoccata dalla candela. L’engine control unit ha il compito di impartire questo comando scegliendo la migliore tempistica per avere sempre una combustione ottimale, quindi avere una combustione completa della miscela e ridurre la quantità di gas nocivi.

## Controllo della distribuzione
I motori dotati di valvole a fungo possono essere muniti di sistemi per poter variare la fasatura di distribuzione come nei sistemi caratterizzati dall'albero a camme, mentre nei sistemi cosiddetti camless, la centralina deve determinare anche il funzionamento normale.